# Epierus uenoi
Epierus uenoi är en skalbaggsart som beskrevs av Ôhara 1994. Epierus uenoi ingår i släktet Epierus och familjen stumpbaggar. Inga underarter finns listade i Catalogue of Life.